# Val di Chiana
Das Val di Chiana, Valdichiana oder Chiana-Tal ist ein Schwemmland in Mittelitalien, das auf den Gebieten der Provinzen Arezzo und Siena in der Toskana sowie der Provinzen Perugia und Terni in Umbrien liegt.

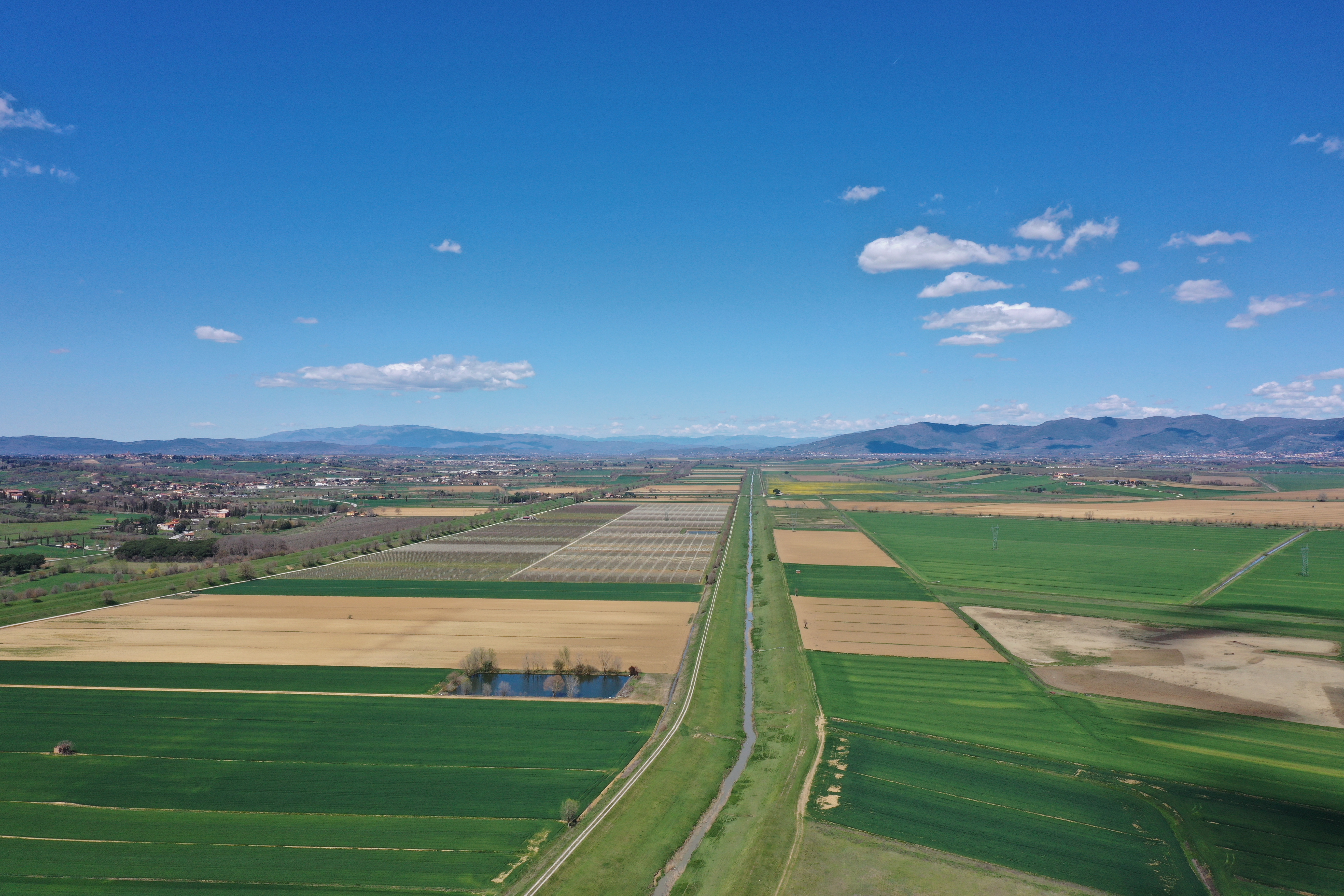
Val di Chiana mit dem Canale Maestro della Chiana bei der Abtei Farneta, nach Norden

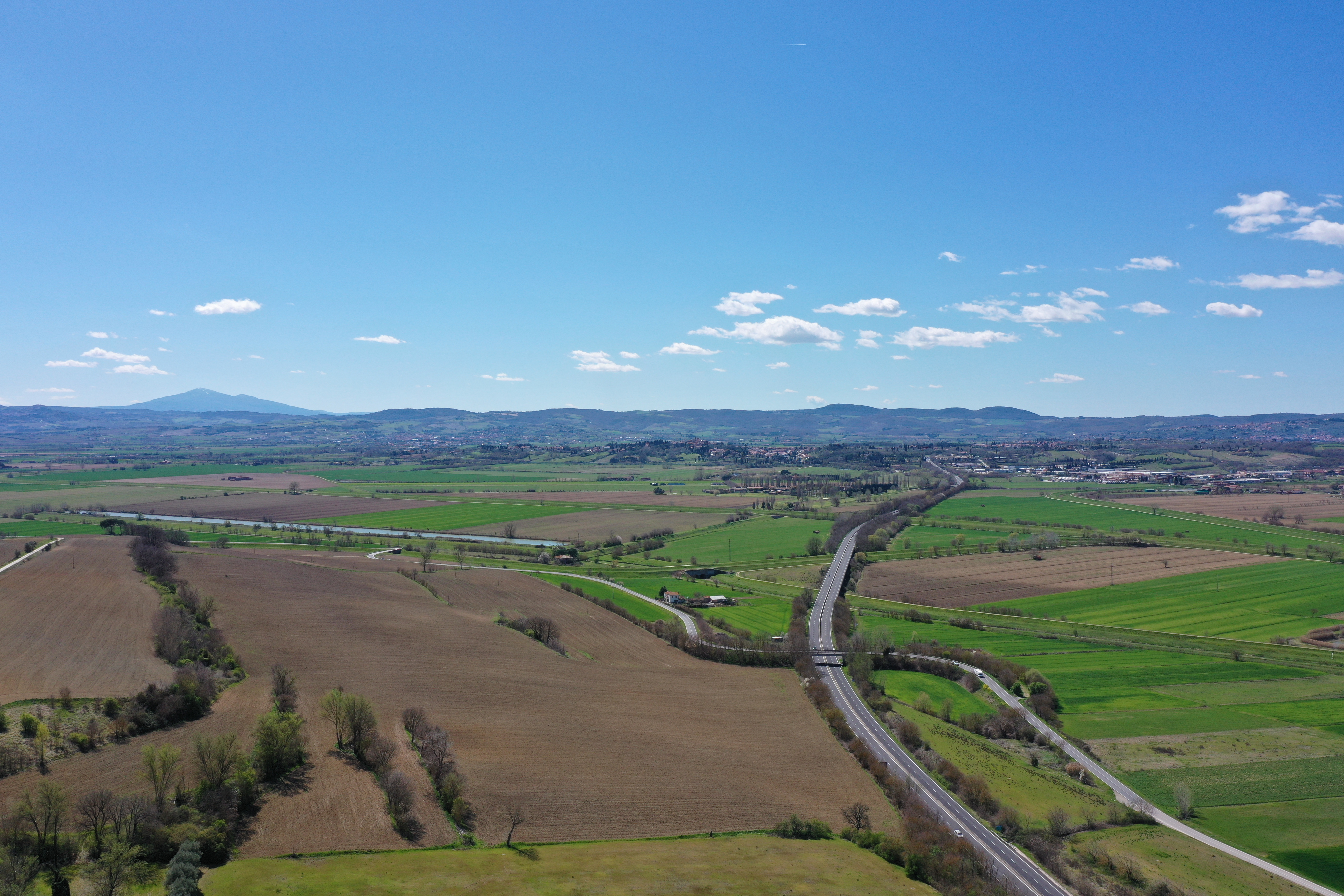
Blick nach Süden mit dem Raccordo autostradale 6

## Geographie
Das Val di Chiana ist ungefähr 100 Kilometer lang und umfasst ungefähr 2300 km². Es verläuft von Norden nach Süden zwischen der Ebene von Arezzo und der Ebene von Orvieto und umfasst die Wasserscheide des Canale Maestro della Chiana, seinen Hauptwasserlauf, und den nördlichen Teil der Wasserscheide des Flusses Chiana.
Der namensgebende Fluss Chiana (alter Name Clanis) wurde seit dem 6. Jahrhundert vor Christus zur Schifffahrt mit Booten bis zur Mündung in den dem Tevere (60 km) benutzt. Nachdem der Fluss verschlammte, war bis zum 16. Jahrhundert der untere Teil des Tals von Wasser bedeckt, es gibt eine wunderbare Karte von Leonardo da Vinci über diesen See. Die Schönheit des Tals und die ausgezeichnete landwirtschaftliche Tätigkeit wurden von Plinius dem Älteren in seiner Naturalis historia erwähnt. Goethe schrieb einige hundert Jahre später über das Val di Chiana: „Felder von solcher Schönheit sind anderswo nicht zu finden; jeder Erdklumpen wurde perfekt bearbeitet und für die Aussaat vorbereitet. Weizen wächst üppig auf diesem Boden, wo er alles Notwendige zu finden scheint Bedingungen zum Gedeihen. Alle zwei Jahre pflanzen sie Pferdebohnen, weil Hafer hier nicht gedeiht. Sie pflanzen auch Lupinen, die jetzt schon grün sind und im März reifen werden. Auch Flachs wird bereits gesät und den ganzen Winter über in den Boden eingegraben wird es durch die eisige Kälte verschärft.“
Im Nordosten wird es von den toskanischen Vorapenninen begrenzt, die auf 1.057 Metern von dem Alta Sant’Egidio gekrönt werden, auf 837 Metern von Monte Lignano und auf 744 Metern vom Monte Corneta. Im Südosten erreicht es den Trasimenischen See und das Tal des Nestore. Im Westen erstreckt es sich bis zum Val d’Orcia, wo es mit 1148 Metern (Monte Cetona) seine höchste Erhebung erreicht.
Die Landschaft ist größtenteils hügelig mit einer Ebene um den Canale Maestro della Chiana. Die mittlere Höhe beträgt rund 405 Meter.

## Städte und Gemeinden
Folgende Städte und Gemeinden gehören zum Val di Chiana:
Toskana:
Provinz Arezzo:
Arezzo, Castiglion Fiorentino, Cortona, Foiano della Chiana, Civitella in Val di Chiana, Marciano della Chiana, Monte San Savino, Lucignano
Provinz Siena:
Cetona, Chianciano Terme, Chiusi, Montepulciano, Torrita di Siena, Sinalunga
Umbrien:
Provinz Perugia:
Castiglione del Lago, Tuoro sul Trasimeno, Panicale, Paciano, Città della Pieve
Provinz Terni:
Monteleone d’Orvieto, Fabro, Ficulle, Orvieto.

## Wirtschaft
Im Valdichiana gibt es viele traditionellen lokale landwirtschaftliche Erzeugnisse wie Weine, lokale Weizensorten, Olivenöl, Trüffel, Obst, Rinderzucht und vieles mehr.
Die bekanntesten sind:
- Die Chianina-Rinder Zucht, die das Fleisch für das berühmte Bistecca alla fiorentina liefert.

- Aglione della Valdichiana. Ein spezieller lokaler Riesenknoblauch mit einem aromatischen und sanften Geschmack, diesem wurde 2019 das DOP-Siegel anerkannt.

- Weine:
  - Bianco Vergine della Valdichiana D.O.C.
  - Valdichiana Bianco Vergine Frizzante D.O.C.
  - Valdichiana Chardonnay D.O.C.
  - Valdichiana Grechetto D.O.C.
  - Valdichiana Sangiovese D.O.C.
  - Valdichiana Vin Santo D.O.C.
  - Valdichiana Vin Santo riserva D.O.C.
  - Valdichiana rosato D.O.C.
  - Valdichiana rosso D.O.C.
  - Valdichiana spumante D.O.C.
  - Chianti Colli Aretini D.O.C.G.
  - Colli dell’Etruria Centrale D.O.C.
  - Colli della Toscana Centrale I.G.T.
  - Cortona D.O.C.
  - Rosso di Montepulciano D.O.C.
  - Vin Santo di Montepulciano D.O.C.
  - Toscano I.G.T.
  - Vino Nobile di Montepulciano D.O.C.G.